# Daegu
Daegu (tidligere Taegu, koreansk: 대구) er den fjerdestørste by i Sydkorea, efter Seoul, Busan og Incheon. Byen ligger inde i landet, i den sydøstlige del, og ligger samtidig nordvest for havnebyen Busan. Den har omkring 2,6 millioner indbyggere.
Daegu har længe været det sydøstlige Koreas administrative, kulturelle og erhvervsmæssige tyngdepunkt, og var længe regionshovedstad.
Under Koreakrigen var der hårde kampe i nærheden af byen, ved Nakdong-floden. Byen var inden for forsvarsværkene i sydøsten, og var på sydkoreanske hænder gennem hele krigen. Efter krigen har byen været igennem en nærmest eksplosiv vækst med en mangedobling af indbyggertallet.

## Administrativ inddeling
Daegu er opdelt i syv bydele (Gu) og et amt (Gun).
- Buk-gu (북구, 北區)
- Dalseo-gu (달서구, 達西區)
- Dong-gu (동구, 東區)
- Jung-gu (중구, 中區)
- Nam-gu (남구, 南區)
- Seo-gu (서구, 西區)
- Suseong-gu (수성구, 壽城區)
- Dalseong-gun (달성군, 達城郡)

## Venskabsbyer
- Atlanta, USA (1981)
- Almaty, Kasakhstan (1990)
- Qingdao, Kina (1993)
- Minas Gerais, Brasilien (1994)
- Hiroshima, Japan (1997)
- Sankt Petersborg, Rusland (1997)
- Milano, Italien (1998)
- Plovdiv, Bulgarien (2002)

1. ↑  kosis.kr (fra Wikidata).